# Piet Spigt
Petrus (Piet) Spigt, Amsterdam 20 oktober 1919 - Amstelveen 6 april 1990, was een Nederlandse vrijdenker en humanist.

## Jeugd
Spigt werd geboren als jongste in een gezin van vier kinderen. Het Amsterdamse gezin was een links-atheïstisch georiënteerd arbeidersgezin. Als kind las Piet veel, maar er werd ook gewoon gevoetbald bij Blauw-Wit. Voor de Tweede Wereldoorlog werd Spigt lid van de Vrije Jeugd Organisatie VJO, de jeugdbeweging van de vrijdenkersbeweging De Dageraad. Voor het lidmaatschap gebruikte hij de alias Peter van Marleveld. Dit deed hij omdat de De Dageraad, later De Vrije Gedachte, verboden was voor ambtenaren en hun gezinsleden. Na het volgen van de hbs heeft hij zijn verdere leven aan zelfstudie gedaan. Piet Spigt was autodidact en vergaarde veel kennis op het gebied van filosofie, geschiedenis, letterkunde en psychologie.

## Loopbaan
Spigt was tijdens de Tweede Wereldoorlog leraar Nederlands en geschiedenis bij het staatsexameninstituut Propyaleën. In 1946 trad hij in dienst bij De Nederlandsche Bank waar hij de rest van zijn werkzame leven, tot 1985, zou blijven. Naast deze werkzaamheden was hij een hartstochtelijk lezer. Met zijn zelf verworven kennis bracht hij vele mijmeringen voor het voetlicht over vrijdenken, humanisme en personen die hem inspireerde. Er zijn veel publicaties van zijn hand o.a. over Belle van Zuylen, Multatuli, Leo Polak en Johan Huizinga. Veel van zijn vooral filosofisch, historisch en literair getinte artikelen zijn gepubliceerd in het humanistisch tijdschrift voor wetenschap en cultuur Rekenschap. Ook publiceerde hij een selectie uit zijn artikelen in 1981, In staat van besef.
Ook zijn inzet voor De Dageraad liep in het oog. Spigt was van 1947 tot ca.1962 lid van het hoofdbestuur. In 1953 komt Spigt in contact met Jaap van Praag. Onder invloed van dit contact verbreedde Spigt zijn antigodsdienstig vrijdenken tot een bredere humanistische levensovertuiging. Desalniettemin hoopt Spigt in een opgaan van De Dageraad in de linkervleugel van het Humanistisch Verbond, dit is niet gelukt.
Vrijdenker Anton Constandse trad toe tot het hoofdbestuur van het Humanistisch Verbond. Spigt zelf werd in 1958 gevraagd om toe te treden tot het hoofdbestuur van het Humanistisch Verbond, dat accepteerde hij. Als vicevoorzitter maakte hij van 1958 tot 1978 deel uit van dat bestuur. In deze periode was Spigt tevens voorzitter van de Taakgroep Publiciteit en van de Radio- en Televisie commissie die toentertijd een stevige strijd voerde voor meer zendtijd. Van 1965 tot 1980 was Spigt eindredacteur van Rekenschap. In deze hoedanigheid werkte hij ook mee aan de redactie van het verzamelde werk van Multatuli. Tevens had Spigt ook een belangrijke rol in het tot stand komen van de derde beginselverklaring van het Humanistisch Verbond in 1973 en het Humanistisch Perspectief in 1977. Voor zijn inzet aan de verdieping en verbreding van het humanisme in Nederland werd Spigt in 1981 door het Humanistisch Verbond bekroond met de Dr. J.P. van Praag-prijs.
Spigt was in 1948 medeoprichter van de A.H. Gerhardstichting, later opgegaan in de Humaniststische Stichting Huisvesting Bejaarden HSHB, waar hij van 1949 tot 1968 bestuurslid was. Hij hielp, rond 1954, met het oprichten van Stichting Cultureel en Sociaal Centrum voor Onkerkelijke Nederlanders.

## Privé
Ondanks de achtergrond van Piet Spigt bij de VJO, deze was sterk antimilitaristisch, maakte hij de keus om zijn militaire dienstplicht te vervullen. Hij werd gelegerd in Middelburg en bij de Peel-Raamstelling. Na de capitulatie van Nederland in mei 1940 keerde Spigt terug naar Amsterdam en begon zijn maatschappelijke carrière, maar niet zonder zich in te zetten voor mensen in de verdrukking tijdens de oorlogsjaren.
Bij het staatsexameninstituut Propyaleën ontmoette Spigt zijn toekomstige echtgenote, Ans Blijenburgh, 1921-2012. Ze traden november 1948 in het huwelijk en bleven hun verdere leven bij elkaar. Samen brachten ze drie dochters groot.

### Als co-auteur
- Prof mr.dr. Leo Polak. Een erflater van onze beschaving. Druk G.W. Breughel, Amsterdam 1946.
- A.H. Gerhard, Vrijdenker, socialist en opvoeder. Druk Arbeiderspers, Amsterdam 1949.
- Multatuli. Volledig Werk. Druk Amsterdam 1950-1990 ISBN 9789028205376
- Bevrijdend denken. Gedenkbundel ter gelegenheid van het honderdjarig bestaan van de Vrijdenkersvereniging De Dageraad. Druk Amsterdam 1956.

Verder schreef Spigt mee aan artikelen in de De Nieuwe Stem, Rekenschap, Over Multatuli en Maatstaf.